# Episodi di 14º Distretto (tredicesima stagione)
La tredicesima stagione della serie televisiva 14º Distretto è stata trasmessa in anteprima in Germania da Das Erste tra il 25 marzo 1999 e il 1º luglio 1999.
| nº | Titolo originale        | Titolo italiano | Prima TV Germania | Prima TV Italia |
| -- | ----------------------- | --------------- | ----------------- | --------------- |
| 1  | Aller Anfang ist schwer | inedito         | 25 marzo 1999     | inedito         |
| 2  | Unter einem Dach        | inedito         | 1º aprile 1999    | inedito         |
| 3  | Leere Versprechungen    | inedito         | 8 aprile 1999     | inedito         |
| 4  | Hecht oder Brasse       | inedito         | 15 aprile 1999    | inedito         |
| 5  | Abrakadabra             | inedito         | 22 aprile 1999    | inedito         |
| 6  | Angst                   | inedito         | 29 aprile 1999    | inedito         |
| 7  | Harte Bandagen          | inedito         | 6 maggio 1999     | inedito         |
| 8  | Der Spinner             | inedito         | 20 maggio 1999    | inedito         |
| 9  | Volles Risiko           | inedito         | 27 maggio 1999    | inedito         |
| 10 | Auf Abwegen             | inedito         | 10 giugno 1999    | inedito         |
| 11 | Diamantenfieber         | inedito         | 17 giugno 1999    | inedito         |
| 12 | Racheengel              | inedito         | 24 giugno 1999    | inedito         |
| 13 | Zeugen                  | inedito         | 1º luglio 1999    | inedito         |